# Berufjörður (Austfirðir)
Der Berufjörður ist ein etwa 35 Kilometer langer Fjord in Ostisland. Er erstreckt sich vom Fischerdorf Djúpivogur in nordwestlicher Richtung ins Landesinnere.
Im Fjord befand sich bis vor kurzem eine Anlage zur Lachszucht. Schiffe sorgten für die Betreuung und den Abtransport der Fische. Ansonsten gilt der Fjord aber als für die Schifffahrt wegen zahlreicher Untiefen schwer befahrbar.

## Breiðdalsvulkan und Gletscherschliff
Am Ostufer befinden sich die Reste des großen tertiären Breiðdalsvulkans, dessen Schlote bei gutem Wetter deutlich erkennbar sind. Sie bestehen vor allem aus dem für Zentralvulkane typischen Rhyolith-Gestein und leuchten daher beige und rötlich, teilweise auch versetzt mit dunklen Basaltintrusionen. Oft allerdings verbergen sich diese schroffen Gipfel unter Wolken. Die höchsten Gipfel ragen bis 1200 m hinauf. Sie sind wie alle Berge in den Ostfjorden auch durch die Eiszeitgletscher zugeschliffen worden, die auf diesem Teil Islands besonders lange ruhten (bis vor ca. 10.000 Jahren).

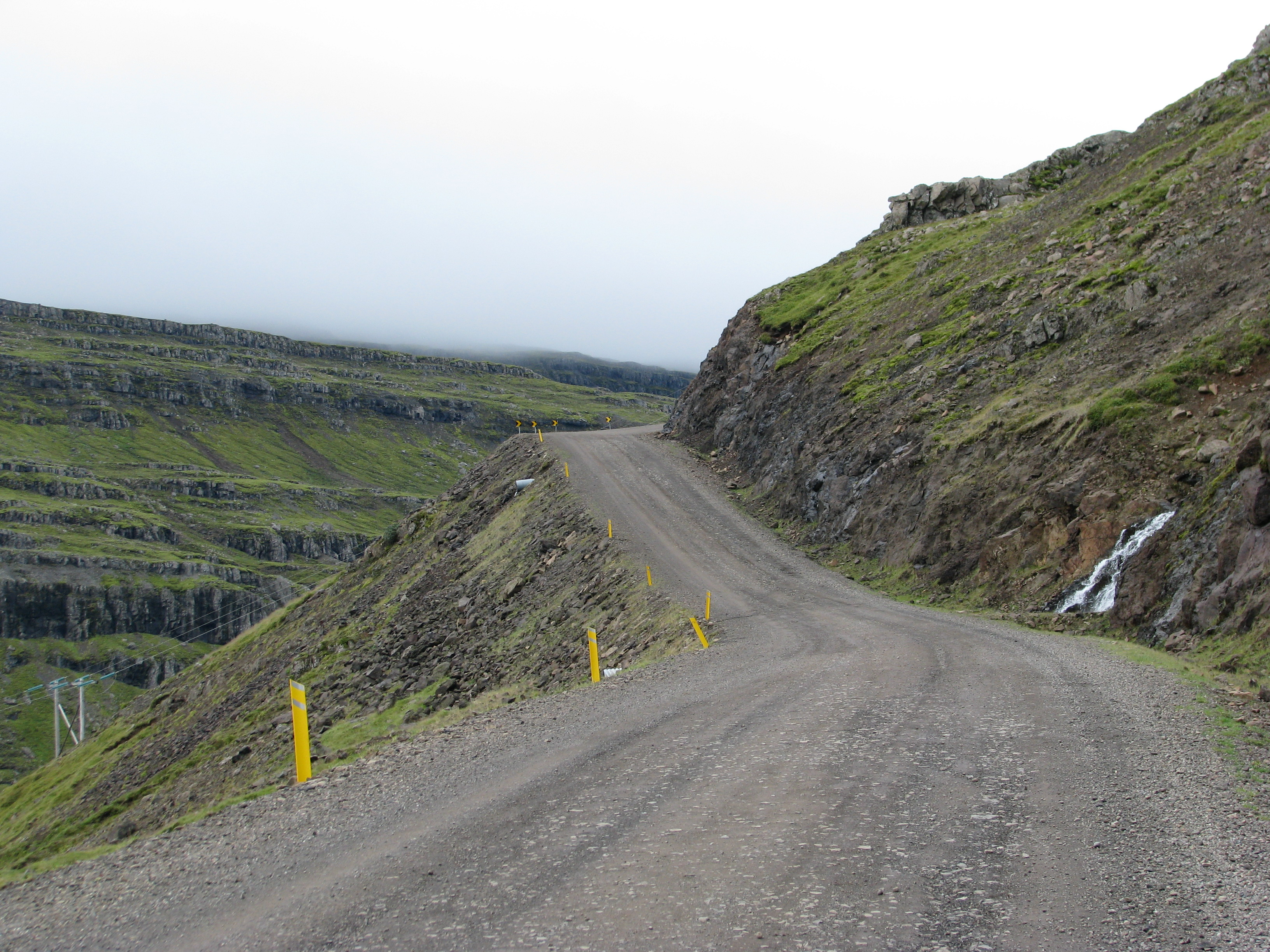
Die Passstraße Axarvegur oder Öxi
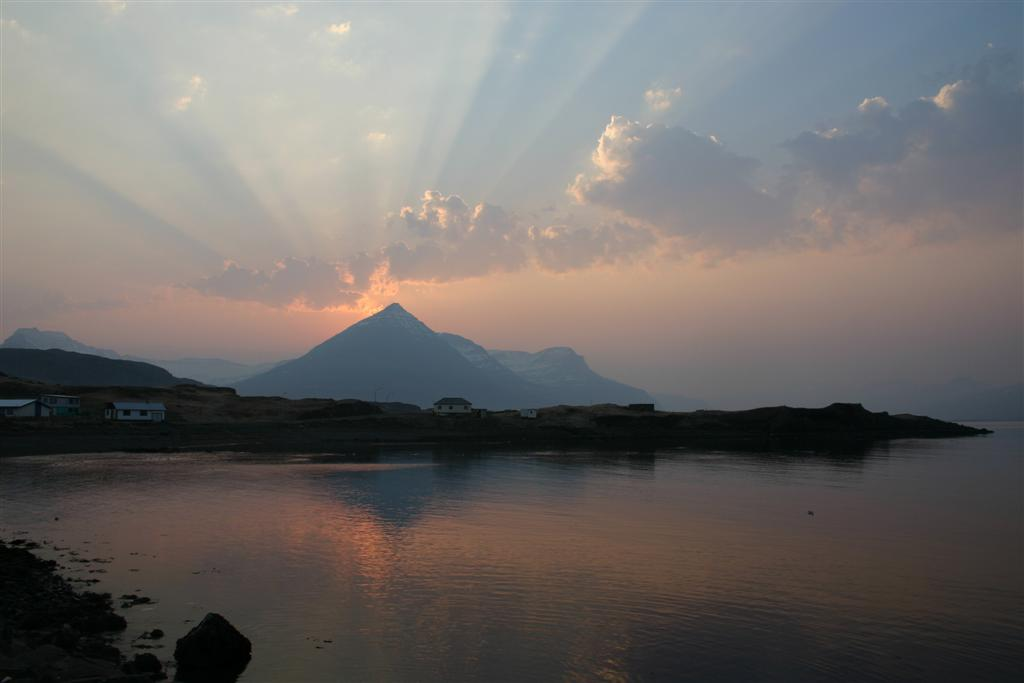
Berufjörður mit Búlandstindur von Djúpivogur aus
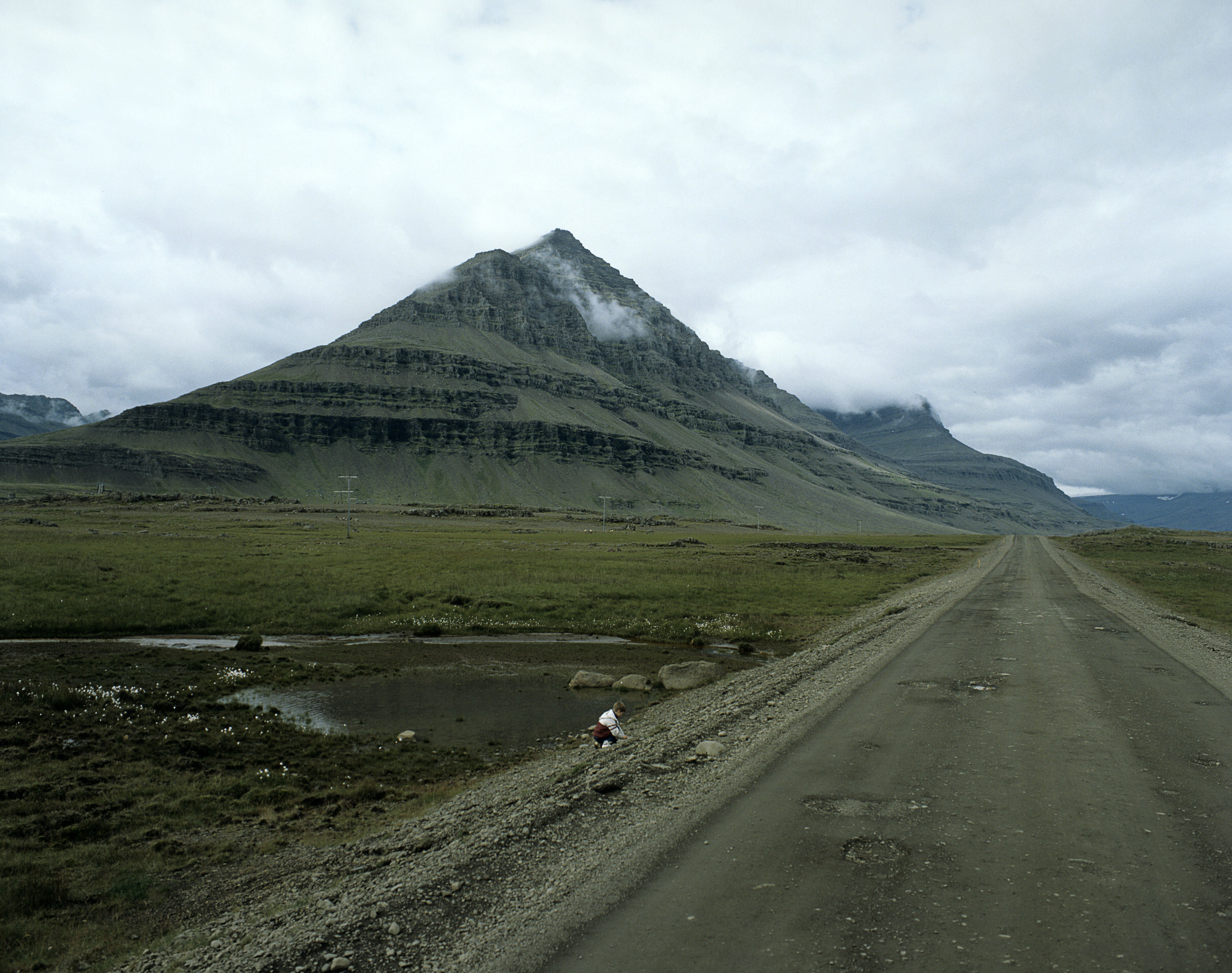
Búlandstindur am Berufjörður
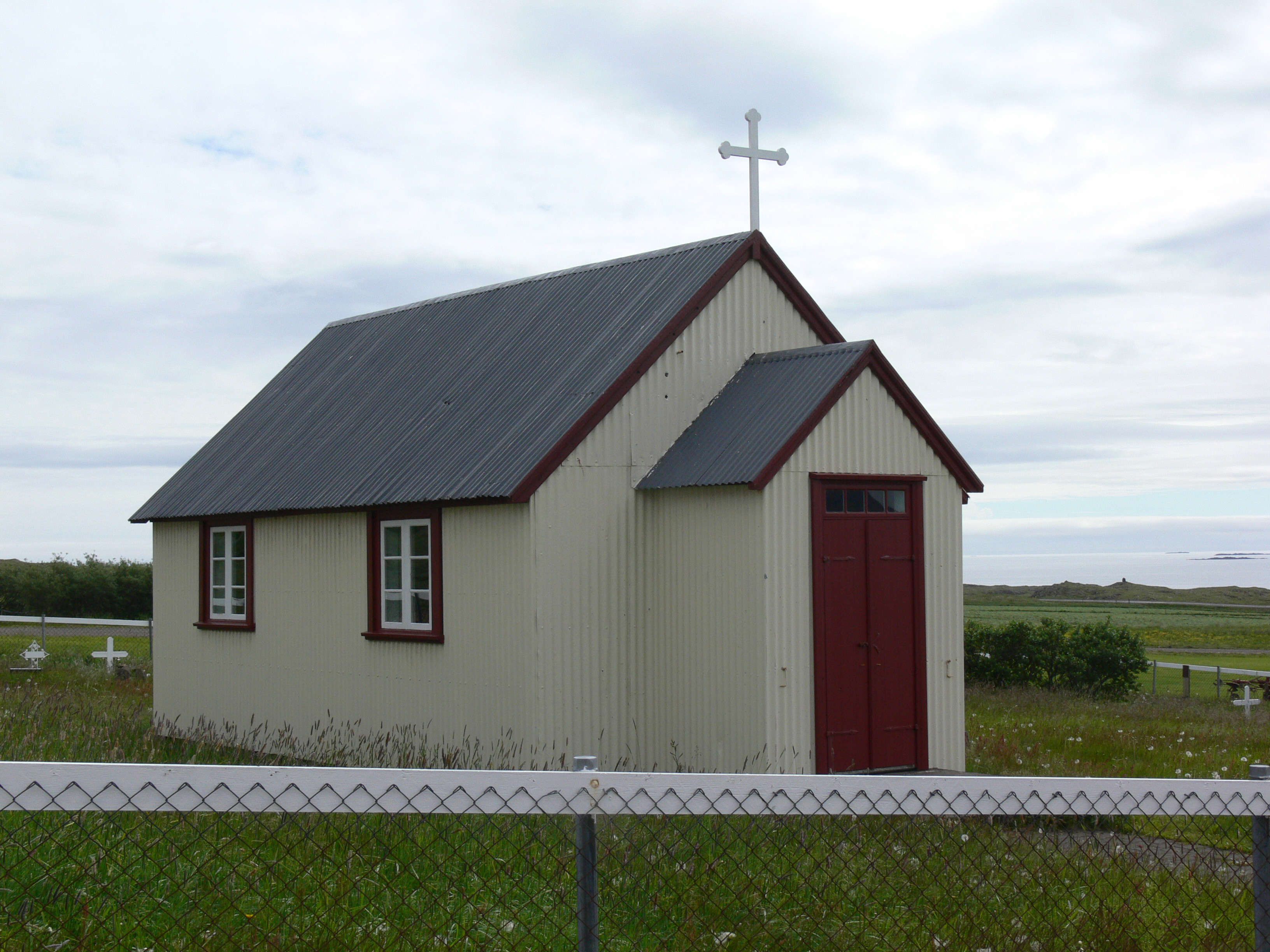
Beruneskirkja

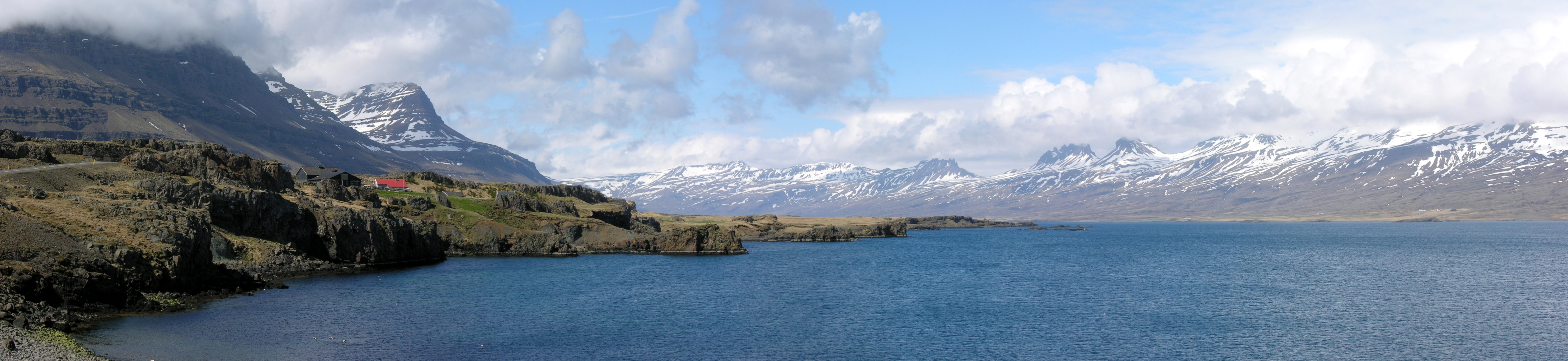
Berufjörður vom Teigarhorn aus

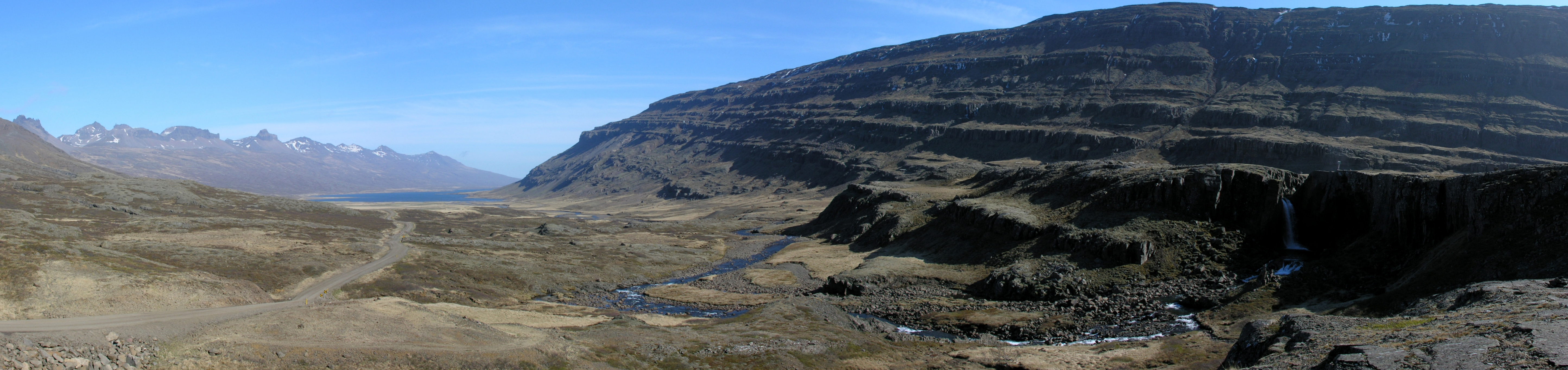
Berufjörður vom Öxi aus

## Búlandstindur und Teigarhorn

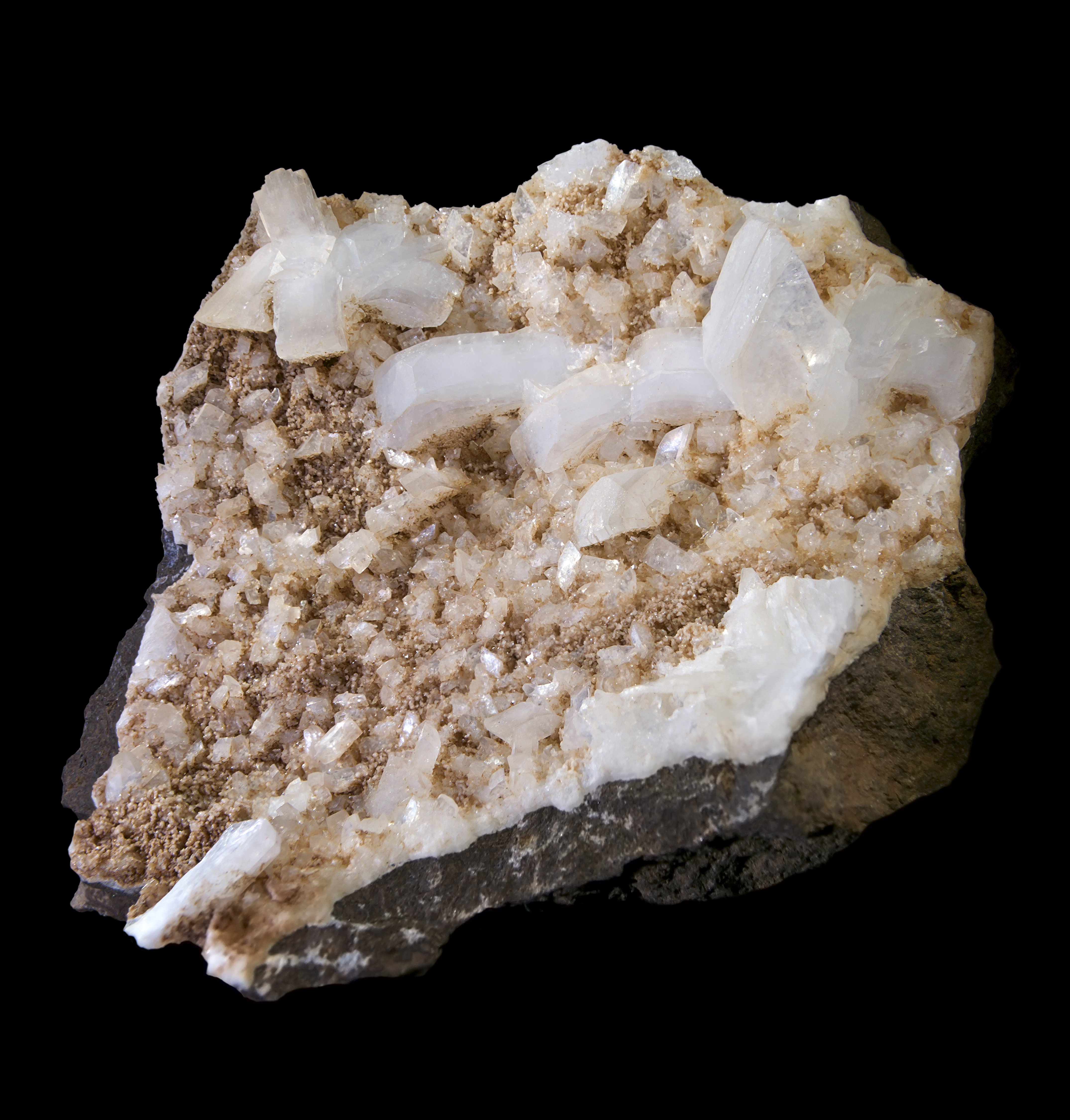
Heulandit vom Teigarhorn

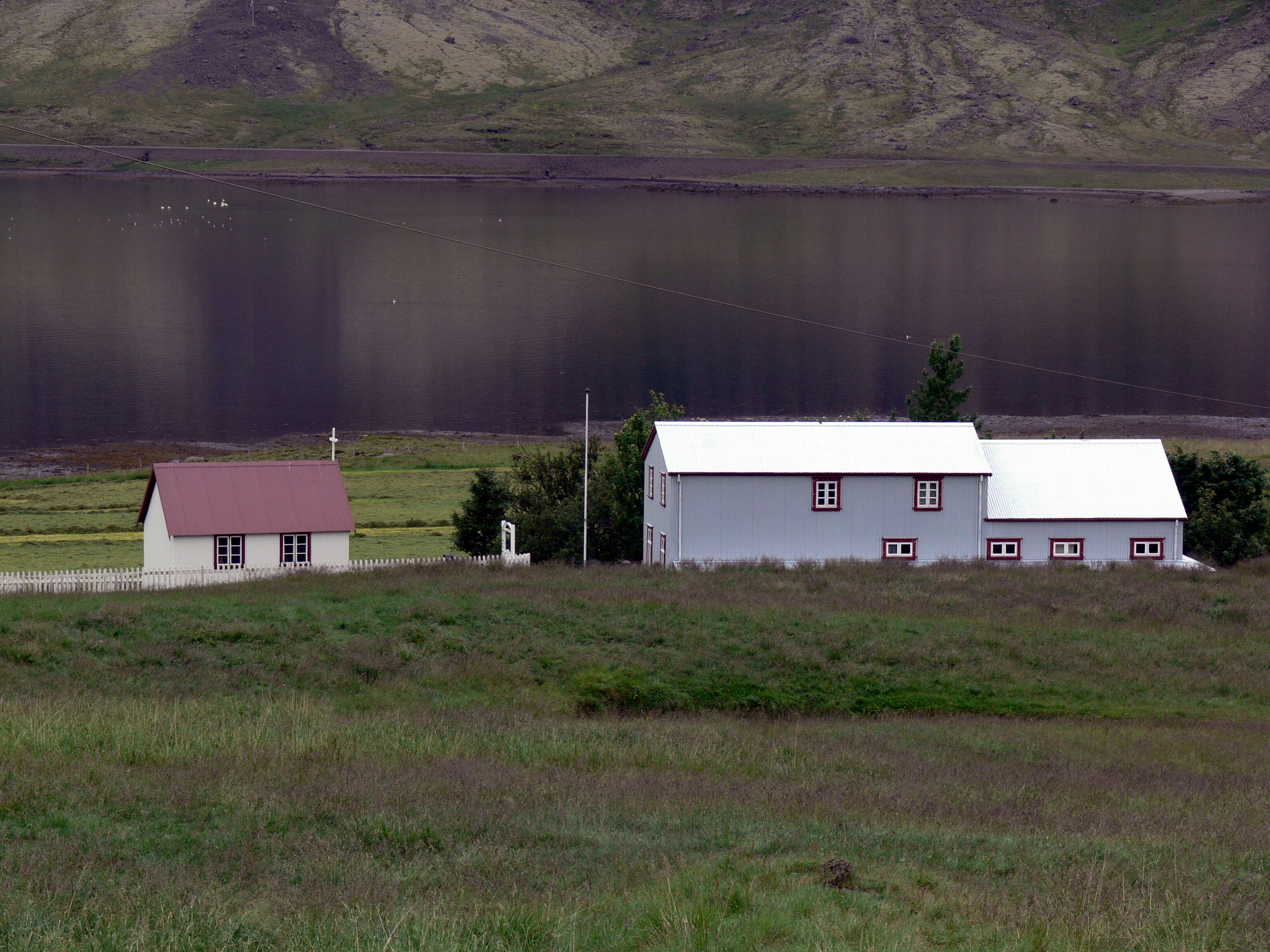
Kirche auf dem Hof Berufjörður

Auch der pyramidenförmige über 900 m hohe Gipfel Búlandstindur auf dem Westufer verdankt seine Form Feuer und Eis. Zu seinen Füßen liegt am sogenannten Teigarhorn eine bedeutende Fundstelle für verschiedene Minerale wie unter anderem Calcit (auch „Islandspat“), das in der Optik für seine doppelte Lichtbrechung bekannt ist und aus diesem Grund hier abgebaut wurde. Bekannt wurde das Teigarhorn aber vor allem auch für seine reichen Funde an verschiedenen Zeolith-Mineralen. Neben Epistilbit, der hier erstmals entdeckt wurde (Typlokalität), fanden sich hier auch Heulandit, Laumontit, Mesolith, Skolezit und Stilbit.
Am Teigarhorn befindet sich zudem der gleichnamige „Teigarhorn-Hof“ der Familie Weywadt, auf dem auch Nicoline Weywadt lebte, die als erste Isländerin als Fotografin arbeitete.
Das gesamte Gebiet sowie Teile des Hofs stehen unter Naturschutz.

## Verkehr
Die Ringstraße  umrundet den Fjord.
Seit August 2019 führt sie auf Dämmen und eine Brücke innen über den Fjord und verkürzt sie um etwa 5 km.
Seitdem ist die gesamte Ringstraße asphaltiert.
Rund um Djúpivogur und in Richtung Höfn (Hvalnesskríður) liegen einige der zuletzt asphaltierten Stellen der Ringstraße.
Auf dem 19 km langen Axarvegur  über den Pass Öxi, der im Inneren des Fjordes abzweigt, kann man den Weg zwischen Djúpivogur und Egilsstaðir auf 85 km verkürzen.
Über die Breiðdalsheiði auf der früheren, nicht asphaltierten Ringstraße, ist die Entfernung 58 km länger.
Bevor ab dem Jahr 1999 die ursprüngliche Piste ausgebaut wurde, brachte diese Abkürzung über den Öxi auf Grund schlechter Verkehrsbedingungen keine Zeitersparnis.
Auch heute noch ist die Straße im Winter immer wieder gesperrt.
Der Weg Öxi ist vorläufig immer noch nicht asphaltiert, nur besser befestigt und verbreitert.
Derzeit (Stand: Januar 2008) gibt es auch noch eine Diskussion darum, ob er in naher Zukunft zum Alljahresweg ausgebaut und damit asphaltiert werden sollte.
Ein möglicher Nachteil wäre eine Isolierung der östlichen Fjorde; vor allem in Breiðdalsvík favorisiert man eher die Alternativroute über die Breiðdalsheiði (im Inneren der Bucht Breiðdalsvík) nach Egilsstaðir.

### Alte Höfe
Am Ostufer des Fjords befindet sich die Jugendherberge Berunes in dem früheren Wohnhaus.
Gegenüber befindet sich die Holzkirche Beruneskirkja, die 1874 mit einer Länge von 7,09 m und einer Breite von 4,12 m erbaut und 1963 um westlichen einen Vorbau (1,29 × 1,95 m) erweitert wurde.
Sie steht seit 1990 unter Denkmalschutz.
Ihr Altargemälde wurde 1890 von dem dänischen Maler Rudolph Carlsen (1812–1892) gestaltet und zeigt Jesus am Kreuz.
Im Fjord liegt auch ein Bauernhof gleichen Namens, wo im 19. Jh. Eiríkur Magnússon (1833–1913) geboren wurde, der Bibliothekar in Cambridge wurde.
Auf dem Hof Berufjörður am nordwestlichen Ende des Fjords steht die 1938 erbaute und 1940 eingeweihte Holzkirche Berufjarðarkirkja.
Bei ihrem Bau verwendete man das Material der etwas größeren und 1874 errichteten Vorgängerkirche.
Im Innern der Kirche, die etwa 40–50 Sitzplätze hat, sind die Kanzel von 1690 und das 1875 von dem dänischen Maler Johannes August Fischer (1854–1921) gestaltete Retabel, das Jesus am Kreuz darstellt, besonders beachtenswert.
Außerdem birgt die Berufjarðarkirkja die von dem dänischen Künstler Aage Nielsen-Edwin (1898–1985) angefertigte Kopie eines Triptychons von 1686, das im Isländischen Nationalmuseum ausgestellt ist und den heiligen Olaf mit einem erlegten Drachen darstellt.